# Matthias Ier (empereur du Saint-Empire)
Pour les articles homonymes, voir Matthias.
Matthias Ier ou Mathias Ier (en hongrois : Mátyás ; en tchèque : Matyáš), né le 24 février 1557 à Vienne et mort dans la même ville le 20 mars 1619, est prince de la maison de Habsbourg, le cinquième enfant de l’empereur Maximilien II et de Marie d'Espagne. Il fut roi de Hongrie à partir de 1608, sous le nom de Matthias II, et roi de Bohême à partir de 1611. Élu empereur du Saint-Empire en 1612, succédant à son frère aîné Rodolphe II, sa politique hésitante fortement influencée par son chancelier, le cardinal Klesl, joua un rôle clé dans l'éclatement de la guerre de Trente Ans.

## Biographie

Matthias Ier de Habsbourg.

Bien que doté de peu de talent, il est rempli d’ambition et intrigue contre son frère Rodolphe II, alors empereur. Celui-ci, pour l’humilier, ne lui accorde ni position ni argent. Il va même jusqu'à lui refuser l'autorisation de se marier.
Pourtant, à la mort de son frère Ernest (1553 – 1595), il reprend le titre de gouverneur de Hongrie. En 1606, il signe le traité de Zsitva-Torok qui légalise la partition de la Hongrie entre les Habsbourg, le sultan Ahmet Ier et la Transylvanie du prince Bocskay. Ce traité — outre l'alliance conclue entre l'Autriche des Habsbourg et le sultan, mettant ainsi fin au tribut que l'Autriche versait à l'Empire ottoman — reconnaît l'indépendance de la Transylvanie et garantit la liberté de religion en Hongrie.
Alors qu'il s'apprêter à mener la guerre dans l'Empire, le roi Henri IV de France est assassiné. Sa veuve, Marie de Médicis, cousine de l'empereur et du roi d'Espagne, revient à une politique pacifiste. Elle marie son fils, Louis XIII de France à la fille aînée du roi d'Espagne Anne d'Autriche.
En 1611, la santé mentale de Rodolphe II se dégradant, Matthias réussit à convaincre la famille des Habsbourg de le nommer à la tête de celle-ci et de prendre la régence de l'empire. Marchant sur Prague à la tête d'une armée, il oblige son frère, Rodolphe II, à lui céder par écrit la Hongrie, la Bohême et la Moravie.
Le 11 novembre de cette même année, Rodolphe II abdique. Matthias lui laisse le château de Prague, et lui verse une pension. L'année suivante, il est élu empereur du Saint-Empire.
Entretemps, il épouse, en 1611, Anne d'Autriche, sa cousine et petite-cousine, avec laquelle il n'a pas d'héritier.
En 1616, à la suite de pogroms organisés dans certaines villes allemandes, Matthias prend fait et cause pour les Juifs maltraités et fait décapiter les meneurs de ces émeutes.
Des rumeurs concernant la comtesse Erzsébet Báthory arrivent jusqu'à ses oreilles. Il décide de la faire arrêter car celle-ci aurait fait tuer 600 jeunes filles dans le but, selon une légende postérieure, de prendre des bains dans leur sang pour conserver une beauté éternelle. Elle est enfermée jusqu'à sa mort dans son château, mais échappe à un procès du fait de sa haute noblesse.
Faute d'avoir pu engendrer un héritier, il choisit son plus proche parent, son cousin Ferdinand de Styrie comme successeur et lu confie dès 1617, le trône de Bohême (dont le titulaire est un des Electeurs à l'empire). En 1618, la noblesse tchèque se révolte, prémisses de la guerre de Trente Ans. Fidèle catholique, il souhaite faire rentrer ses état dans le giron de l'Église catholique.
Matthias Ier meurt l'année suivante et Ferdinand II lui succède alors que la guerre de Trente Ans est sur le point d'embraser l'Europe.

## Ascendance

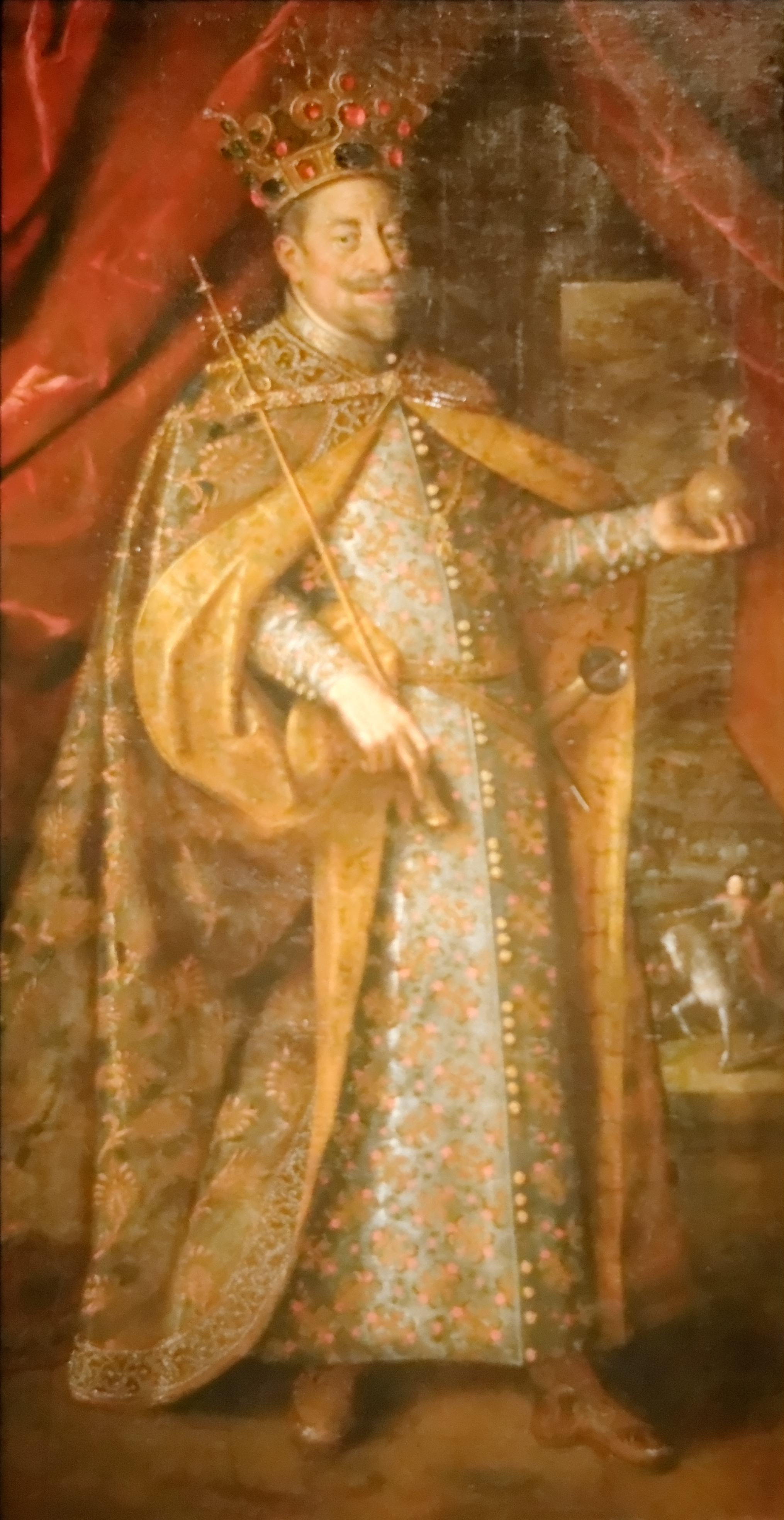
Matthias Ier du Saint-Empire portant les régalia.